# The Portrait of a Lady (filme)
The Portrait of a Lady (bra: Retrato de uma Mulher; prt: Retrato de uma Senhora) é um filme britano-estadunidense de 1996 dirigido por Jane Campion, com roteiro de Laura Jones baseado no romance The Portrait of a Lady, de Henry James.

## Sinopse
O filme conta a história de Isabel Archer, uma jovem inocente de meios independentes que é manipulada por sua "amiga" Madame Merle, e pelo desonesto Gilbert Osmond.

## Elenco
- Nicole Kidman… Isabel Archer
- John Malkovich… Gilbert Osmond
- Barbara Hershey… Madame Serena Merle
- Mary-Louise Parker… Henrietta Stackpole
- Martin Donovan… Ralph Touchett
- Shelley Winters… Mrs. Touchett
- Richard E. Grant… Lord Warburton
- Shelley Duvall… Countess Gemini
- Christian Bale… Edward Rosier
- Viggo Mortensen… Caspar Goodwood
- Valentina Cervi… Pansy Osmond
- John Gielgud… Mr. Touchett
- Roger Ashton-Griffiths… Bob Bantling
- Catherine Zago
- Alessandra Vanzi
- Amy Lindsay… Miss Molyneux
- Katherine Anne Porter
- Eddy Seager
- Pat Roach
- Emanuele Carucci Viterbi
- Francesca Bartellini
- Achille Brugnini

## Recepção
O público pesquisado pelo CinemaScore deu ao filme uma nota "B-" em uma escala de A+ a F.
No consenso do agregador de críticas Rotten Tomatoes diz que é "Bonito, indulgentemente inebriante e pretensioso, (...) pinta as deficiências de direção de Campion em uma luz muito brilhante." Na pontuação onde a equipe do site categoriza as opiniões da  grande mídia e da mídia independente apenas como positivas ou negativas, o filme tem um índice de aprovação de 46% calculado com base em 72 comentários dos críticos. Por comparação, com as mesmas opiniões sendo calculadas usando uma média aritmética ponderada, a nota alcançada é 5,9/10.
Em outro agregador, o Metacritic, que calcula as notas das opiniões usando somente uma média aritmética ponderada de determinados veículos de comunicação em maior parte da grande mídia, tem uma pontuação de 60/100, alcançada com base em 18 avaliações da imprensa anexadas no site, com a indicação de "revisões mistas ou neutras".

## Prémios e nomeações
- Recebeu duas nomeações ao Óscar, nas categorias de:
  - Melhor Actriz Secundária (Barbara Hershey)
  - Melhor Guarda-Roupa.
- Recebeu uma nomeação ao Globo de Ouro na categoria de:
  - Melhor Actriz Secundária (Barbara Hershey)[carece de fontes?]